# Balta gracilipes
Balta gracilipes es una especie de cucaracha del género Balta, familia Ectobiidae.

## Distribución
Esta especie se encuentra en Nueva Caledonia.